# Trafiksäkerhetspolicy
Trafiksäkerhetspolicy är ett kravställt policydokument för alla företag i Sverige där anställda eller konsulter kör bil i tjänst eller i andra arbetsrelaterade syften. 

## Bakgrund
Fordonsrelaterade olyckor utgör ungefär hälften av alla arbetsolyckor med dödlig utgång i Sverige. Att involvera vägtrafiken i det systematiska arbetsmiljöarbetet är därför ett självklart krav från Arbetsmiljöverket. Genom företagets riskinventering & riskbedömning skapas underlag för en åtgärdsplan och en trafiksäkerhetspolicy som ska förmedlas till de berörda förarna. I trafiksäkerhetspolicyn ska olika åtgärder och krav för en ökad trafiksäkerhet och en förbättrad arbetsmiljö finnas med.

## Exemepel
Arbetsgivaren ska:
- Se till att samtliga medarbetare har den kunskap, motivation, information och utbildning som krävs för att följa policyn.
- Minst fyra gånger per år, eller då andra skäl finns, följa upp att medarbetarna till alla delar lever upp till den gällande policyn.

Föraren ska:
- Vartannat år genomgå trafiksäkerhetsutbildning.
- Genomgå lastsäkringsutbildning vartannat år,
- Alltid följa gällande hastighetsbegränsning.
- Genom sitt körsätt och sitt övriga beteende alltid uppträda som en förebild i trafiken.
- Alltid tillämpa 3-sekundersregeln; dvs. alltid hålla ett minsta avstånd till framförvarande om tre sekunder.

## Ansvar
Det är arbetsgivaren som ansvarar för att det dels finns en trafiksäkerhetspolicy men också att alla anställda eller konsulter har den kunskap, information, motivation och utbildning som krävs för att följa policyn. När de anställda har tagit del av informationen och utbildningen som krävs så ligger ansvaret på varje enskild individ att följa det som står i policyn. 

## Hur skapar man en Trafiksäkerhetspolicy
För att skapa en godkänd trafiksäkerhetspolicy behöver organisationen först genomföra en riskinventering & riskanalys. Om organisationen då kommer fram till att trafiken är en riskfaktor behöver en policy skapas som anger hur organisationen skall verka för att minimera riskerna. 